# Rance X -決戦-
『Rance X -決戦-』（ランス じゅう -けっせん-）は、2018年2月23日にアリスソフトから発売されたアダルトゲームであり、『Rance』シリーズの最終作である。

## あらすじ
全二部から構成される本作のシナリオのうち、魔王となった後のランスを描いた第2部は隠しシナリオという扱いであり、第1部において必要な実績を獲得すると解放される。
また、メインのシナリオ以外にも、細かなルート分岐が存在する。
さらに、物語は人類軍と魔王だけでなく、その裏で暗躍する勇者の視点でも描かれる。

### 第1部
ヘルマン革命から1年後、魔人ケイブリスが魔界での派閥闘争でホーネット派をうち倒し、その勢いを保ったまま人界への大規模侵攻が始まった。それまでの経緯から、ランスは人界を統率する総統として魔軍討滅を指揮する事となる。

### 第2部
ランス総統によりケイブリスは打ち果たされたが、事後処理においてランスは魔王となり15年経った。ランスの子エール・モフスはリセット・カラーら兄姉達を集めて魔王ランスに挑む。

## システム
本作はターン制のフリーシナリオRPGである。ターンは大まかに「準備」・「作戦」・「拠点」フェイズに分かれており、魔軍に侵攻されている国の大小様々なクエストをRPGパートで攻略していく。「戦況」フェイズでは各国の人類軍、敵となる魔軍の被害や人類死亡率の報告がある。
人類圏には主要な4カ国が存在し、各国への支援や侵攻してきている魔人の討伐を行うことで滅亡を回避、または遅らせる事ができる。
準備、作戦フェイズでの戦果の有無や選択した行動により各国の戦況や人類の死亡率が変化し、その後のシナリオに大きな影響を及ぼす。
戦闘パートは擬似的な部隊戦闘であり、HPなどのステータスや、配分されるAPをプレイヤーが選んだ魔人討伐隊の各所属のリーダーで共有する。
魔人討伐隊は全部で「主人公」・「リーザス」・「ヘルマン」・「ゼス」・「自由都市」・「JAPAN」・「その他」・「亜人」・「モンスター」・「神魔」に分類されており、仲間になるキャラクターは関係の深い所属に配置される。仲間になったキャラクターからその部隊のリーダーを選ぶことになるが、リーダーに選ばれなかった他のキャラクターのステータスはリーダー(所属部隊)のステータスに加算される。

## 登場人物
本作は、シリーズ各作品の登場人物が総出演する。このため、固有イベントが存在するプレイアブルのメインキャラクターだけでも200人を超える人数となっている。
また、『リトル・プリンセス』や『かえるにょ・ぱにょ〜ん』、『イブニクル』、『闘神都市』といったアリスソフト作品の一部の登場人物も登場する。

## 開発
監督のTADAは『戦国ランス』の時点から、本作の大枠や結末を考えていた一方、システムについては幾度か考え直した後、最終的には『Rance VI』以降に発表された作品群のシステムをアレンジすることに決めた。
元々TADAは、リーザス、ゼス、ヘルマン、JAPANの各国を題材にした後、全体の総集編を行い、第10作目で完結編とする予定を立てていた。
その一方で、全設定を公開した『鬼畜王ランス』とは異なる展開にすることが念頭に置かれた。
当初の開発体制は、第一部と第二部を別々のチームで手がける予定だったが、最終的に一つのチームで作ることとなった。
開発期間中、TADAは自身の体力の限界を感じていたと同時に、アダルトゲーム業界全体がダウンロード販売主体に移行しつつあると感じていたため、パッケージソフトを販売してくれる店舗が減る前に完成させたかったと2019年の電ファミニコゲーマーとのインタビューの中で振り返っている。

## 反響

### 売り上げ
本作は、PCゲーム及び美少女ゲームの売り上げ本数を集計しているPCゲーム業界紙GAME HEADLINEの年間データで2018年販売本数1位を記録した。
また、ダウンロード版においてもFanza(旧DMM.R18)年間総合ランキングで同様に2018年販売本数1位を獲得するなど好調なセールスを残した。

### 人気投票および受賞歴
本作はGetchu.comが主催する人気投票「美少女ゲーム大賞2018」の複数の部門において10位以内に選ばれ、このうち同賞のキャラクター部門においては、主人公であるランスが4位に選ばれた。
キャラクター部門以外は右表の通り。
| 部門名       | Getchu.com |
| ------------ | ---------- |
| 総合         | 2位        |
| シナリオ     | 6位        |
| グラフィック | 11位       |
| 音楽         | 7位        |
| システム     | 1位        |
| ムービー     | 圏外       |
| エッチ       | 圏外       |

また、本作は萌えゲーアワードの2018年2月発売タイトル月間賞投票で2位にランクインしたほか、本作は2018年度の萌えゲーアワードにおいて、準大賞とDMM GAMES賞を受賞した。
萌えゲーアワードにで審査員を務めたBugBug編集長の大澤忠基は、審査委員会で本作をどの賞に授賞するのかという話題が最初に出たことを明らかにしている。
ユーザー投票では本作より上位の作品もあったものの、本作が2018年を代表する作品であることと、ランスシリーズがアダルトゲーム業界に与えた功績を踏まえ、最終的に準大賞を授賞することに決まった。
大澤は講評の中で、キャラクターやゲーム性などについて評価しおり、本作のシナリオの完成度の高さを特に評価している。

### 批評
IGNに寄稿しているフリーライター福山幸司は、2018年のトップ10ゲームの1位として本作を挙げており、「単一の主人公を描き続け、長い時間を経て完結するのは世界ゲーム史上でも類を見ない達成だろう。そして『ランス10』は、シリーズの完結という高まる期待に有終の美でもって、見事に答えてくれてた。」と述べている。
また、福山は本作における人類側の総人口や死亡数の表示機能について『ゲーム・オブ・スローンズ』に通じる残虐性があると評する一方、物語の転換点やコミュニティの描写、さらにはピカレスクというジャンルにおいては『レッド・デッド・リデンプション2』との間に多くの類似点があるとした上で、本作の方が多くの面において上回っていると評している。福山はこのことについて、「これはシリーズを積み重ねたこともあるが、日本のアドベンチャーゲームがキャラクターとドラマにフォーカスして発展していった差が如実に現れてきていた点もあろうだろう。」とみている。

## コミカライズ
- 『BugBug』2018年8月号から2019年5月号まで連載された。作画はやがみだい。
  - ランス10 ～Adult Edition～ (2020年08月31日、スコラマガジン／富士美コミックス） ISBN 978-4-7995-0659-2